# Effetto Tetris

Screenshot del videogioco Tetris

L'espressione effetto Tetris si riferisce a un comune fenomeno psicologico per cui un'attività che richiede un alto livello di attenzione può influire in modo incongruo sui processi di pensiero, le immagini mentali e i sogni di coloro che vi si dedicano per lungo tempo. Prende il nome dal videogioco Tetris, in cui il giocatore deve impilare nel modo più compatto possibile oggetti geometrici bidimensionali o tridimensionali che cadono dall'alto al basso dello schermo. Chi gioca per lunghi periodi di tempo a questo gioco può essere portato a ragionare involontariamente sui modi di "impilare" oggetti del mondo reale, come le confezioni che vede sugli scaffali di un supermercato o gli edifici di un quartiere. Inoltre, può capitargli di vedere oggetti geometrici in movimento ai limiti del proprio campo visivo o quando chiude gli occhi.
Infine, le figure geometriche del gioco possono apparire in sogno, soprattutto nel passaggio dal dormiveglia al sonno. Queste diverse manifestazioni del fenomeno sono classificate, da un punto di vista scientifico, come fenomeni di genere diverso, ovvero rispettivamente come abitudini mentali, allucinazioni e immagini ipnagogiche.

## Attività che possono produrre l'effetto Tetris
L'effetto Tetris può essere causato da molte altre attività, in genere caratterizzate da una forte ripetitività visuale; oltre che in seguito all'uso di videogiochi che richiedono un certo grado di attenzione, si può sperimentare l'effetto Tetris dopo aver passato diverse ore a osservare vetrini al microscopio, a giocare a scacchi, o persino se ci si è dedicati a lungo ad attività come la cernita della frutta. Possono anche essere coinvolti altri sensi invece della vista; per esempio, un musicista che esegua lunghe sessioni di improvvisazione può sperimentare un'analoga apparizione dei processi mentali correlati in contesti incongruenti, o continuare a "udire" frasi musicali nella propria mente nel periodo che precede il sonno.

## Studi sul fenomeno
Uno studio del 2000 ha mostrato che soggetti affetti da amnesia anterograda, ovvero con deficit della memoria dichiarativa, possono sognare le immagini di Tetris dopo aver giocato a lungo, pur non ricordando di aver giocato. Questo suggerisce che l'effetto Tetris coinvolga un tipo di memoria distinto, probabilmente analogo a quello della memoria procedurale.